# Lenie (chanteuse)
Lénie Vacher, dite Lenie, née le 23 avril 2005 à La Ciotat, est une chanteuse, danseuse, autrice-compositrice-interprète et vidéaste web française.
Elle est révélée au grand public grâce à sa participation à la onzième saison de l’émission télévisée Star Academy.
Le 11 septembre 2024, elle lance sa carrière solo en sortant deux singles, J'ai plus peur et Sans toi. Un troisième single, Divine, sort le 29 novembre de la même année.
Le 4 avril 2025, elle réalise sa première collaboration avec Jungeli avec la sortie de la chanson À tes cotés.
Le 25 avril 2025, elle remporte la quatorzième saison de Danse avec les stars.

## Biographie

### Enfance et débuts
Lénie Vacher naît le 23 avril 2005 à La Ciotat, dans le département des Bouches-du-Rhône. Durant son enfance, elle s'initie au chant et à la danse.

### Participation àStar Academy
Le 4 novembre 2023, elle intègre la promotion 2023 de l'émission de téléréalité musicale Star Academy, diffusée sur TF1, en étant la benjamine des élèves. Auparavant, elle suivait une formation en esthétique. Le 13 janvier 2024, elle est éliminée aux portes des demi-finales, se classant 5e.
Au cours de l'année 2024, elle figure parmi les sept académiciens de sa promotion à participer à la tournée Star Academy, composée d’un peu plus de 70 concerts en France, Belgique et Suisse.

### Carrière

Sa carrière musicale en solo est lancée le 11 septembre 2024, avec la sortie des singles J'ai plus peur et Sans toi. Simultanément, elle publie les deux clips de ses singles sur la plateforme YouTube.
À partir du mois d’octobre 2024, elle propose sur sa chaîne YouTube le concept In my room, dont le principe est de partager un moment avec des invités, durant lequel elle chante des reprises et ses propres titres.
Le 29 novembre 2024, elle sort son troisième single intitulé Divine.
Le 31 janvier 2025, elle sort son quatrième single intitulé Domino.
À partir du 7 février 2025, elle est candidate dans la saison 14 de Danse avec les stars sur TF1.
Le 4 avril 2025, elle effectue sa première collaboration avec Jungeli (chanteur rencontré dans Danse avec les stars) sur le titre À tes côtés. La chanson rencontre rapidement un grand succès, accumulant plus de 300 000 vues sur YouTube en seulement 24 heures. Elle se hisse au top 1 des tendances YouTube et intègre rapidement les classements musicaux.
Le 25 avril 2025, associée au danseur professionnel Jordan Mouillerac, elle remporte la saison 14 de Danse avec les stars. Elle excelle avec brio pendant les onze semaines de compétition avec des prestations hautement saluées par les juges. En outre, elle bat deux records car elle devient la candidate la mieux notée de l'histoire de l'émission avec une moyenne de 9,25 / 10, détrônant ainsi Loïc Nottet, gagnant de la saison 6 et celle l'ayant emporté avec le pourcentage le plus élevé avec 69 % des suffrages du public,,.

## Discographie

### Album collectif
- 2023 : Star Academy : l'album de la promo 2023 Or

### Singles
- 2024 : J'ai plus peur
- 2024 : Sans toi
- 2024 : Divine
- 2025 : Domino

### Collaboration
- 2025 : À tes côtés (Jungeli feat. Lenie) sur l'album En attendant pour le peuple Or

## Filmographie

### Émissions de télévision
- 2023-2024 : Star Academy 11 sur TF1 : candidate
- 2025 : Danse avec les stars 14 sur TF1 : candidate (gagnante)